# Echinosepala sempergemmata
Echinosepala sempergemmata är en orkidéart som först beskrevs av Carlyle August Luer, och fick sitt nu gällande namn av Alec M. Pridgeon och Mark W. Chase. Echinosepala sempergemmata ingår i släktet Echinosepala och familjen orkidéer. Inga underarter finns listade i Catalogue of Life.